# 대한민국 형사소송법 제361조의4
대한민국 형사소송법 제415조는 재항고에 대한 형사소송법의 조문이다.

## 조문
제364조(항소법원의 심판) ① 항소법원은 항소이유에 포함된 사유에 관하여 심판하여야 한다. <개정 1963.12.13>
②항소법원은 판결에 영향을 미친 사유에 관하여는 항소이유서에 포함되지 아니한 경우에도 직권으로 심판할 수 있다. <개정 1963.12.13> ③제1심법원에서 증거로 할 수 있었던 증거는 항소법원에서도 증거로 할 수 있다. <신설 1963.12.13> ④항소이유 없다고 인정한 때에는 판결로써 항소를 기각하여야 한다. <개정 1963.12.13> ⑤항소이유 없음이 명백한 때에는 항소장, 항소이유서 기타의 소송기록에 의하여 변론없이 판결로써 항소를 기각할 수 있다. <개정 1963.12.13> ⑥항소이유가 있다고 인정한 때에는 원심판결을 파기하고 다시 판결을 하여야 한다. <개정 1963.12.13> [전문개정 1961.9.1]

## 참고 문헌
- 손동권 신이철, 새로운 형사소송법(초판, 2013), 세창, 2013. ISBN 9788984114081